# Alucita megaphimus
Alucita megaphimus är en fjärilsart som beskrevs av Erich Martin Hering 1917. Alucita megaphimus ingår i släktet Alucita och familjen mångfliksmott, (Alucitidae). Inga underarter finns listade i Catalogue of Life.